# 21330 Alanwhitman
21330 Alanwhitman este o planetă minoră (asteroid), cu un diametru de 3,394 km, din centura de asteroizi. A fost descoperită pe 11 ianuarie 1997 la Observatorul Național Kitt Peak de Spacewatch. 
Obiectul prezintă o orbită caracterizată de o semiaxă mare de 2,5915982 UAi, o excentricitate de 0,1, o înclinație de 4,31782 ° în raport cu ecliptica.